# ヘルベルト・ランゲ
ヘルベルト・ランゲ（Herbert Lange、1909年9月28日‐1945年4月20日）は、ナチス・ドイツのユダヤ人絶滅収容所の一つヘウムノ強制収容所の所長。親衛隊（SS）の隊員でもあり、最終階級は親衛隊少佐（SS-Sturmbannführer）。 

## 略歴
ポメラニア出身。ランゲは法学を勉強していたが、試験に落ちて学位を取得することはできなかった。1932年5月1日に国家社会主義ドイツ労働者党（ナチス党）に入党。はじめ突撃隊（SA）の隊員となったが、三ヶ月後には親衛隊（SS）の隊員となった。警察部隊に入隊。1939年11月9日に親衛隊少尉（SS-Untersturmführer）に昇進するとともにポーランドへ配属された。 1940年4月20日に親衛隊中尉（SS-Obersturmführer）に昇進。1941年11月からヘウムノ強制収容所の建設に携わり、12月に同収容所の初代所長に任命された。1942年3月にハンス・ボートマン（de:Hans Bothmann）に交代するまでのわずかな期間に1000人ものユダヤ人をガス室へ送った。
その後、国家保安本部に招集され、刑事警察（クリポ）局長アルトゥール・ネーベの下で働いた。1944年7月20日のヒトラー暗殺事件の犯人捜査に功績を残し、親衛隊少佐（SS-Sturmbannführer）に昇進した。
1945年4月20日、ベルリンの戦いにおいて死亡した。